# Marale
Marale – gmina (municipio) w środkowym Hondurasie, w departamencie Francisco Morazán. W 2010 roku zamieszkana była przez około 7 tys. mieszkańców. Siedzibą administracyjną jest miejscowość Marale.

## Położenie
Gmina położona jest w północnej części departamentu. Graniczy z gminami:
- Yoro od północy,
- El Porvenir i San Ignacio od południa,
- Mangulile i Orica od wschodu,
- Sulaco, Yorito i San José del Potrero od zachodu.

## Miejscowości
Według Narodowego Instytutu Statystycznego Hondurasu na terenie gminy położone były następujące miejscowości:
- Marale
- El Carrizal
- El Panal
- El Paraíso
- La Esperanza (El Cacao)
- La Travesía
- Las Casitas
- Las Lagunas
- Los Naranjos
- Los Planes
- Río Abajo